# Angstel
De Angstel is een sterk meanderend riviertje in de Nederlandse provincie Utrecht met een lengte van ongeveer 10 kilometer. Het ontspringt bij de Oukoper Molen en watert af in het Abcoudermeer. De Angstel verbindt het Gein en de Holendrecht met de Vecht, en ten zuiden van Abcoude is een verbinding met de Winkel.
Het riviertje loopt ten westen van het Amsterdam-Rijnkanaal waardoor het bij de aanleg doorsneden is en is in feite een zijarm van de Vecht, vroeger als voortzetting van de Aa, tegenwoordig als voortzetting van de Nieuwe Wetering.
Op de splitsing met de Winkel lag vroeger Slot Abcoude. Op deze plaats is in het verleden een bocht in de rivier afgesneden.
Voor het verkeer zijn er vijf bruggen over het riviertje, in Loenersloot de brug in de Provinciale weg 201, in Baambrugge de Dorpsbrug Baambrugge en in Abcoude de Hulksbrug, de Heinkuitenbrug en De derde brug.
Daarnaast is er een toegangsbrug naar Kasteel Loenersloot en een aantal buitenplaatsen heeft een private toegangsbrug of veerpontje.
Aan de oostzijde heet, voor zover aanwezig, de weg langs het riviertje achtereenvolgens Angstelkade, Polderweg, Rijksstraatweg, Zand en Jaagpad, Oude Dijk, Molenweg en Amsterdamsestraatweg en langs de westzijde, voor zover aanwezig, de Donkervlietse Binnenweg, Binnenweg, Koppelkade, Voordijk en Voetangelweg.
Op oude kaarten heet de Angstel ook wel Amstel of Gein. Van tussen 1629 en 1750: Amstel (Amſtel 1629), 't Geyn (1749) en Den Crommen Angstel of Geyn (ca. 1750). Ook droegen aan de Angstel gelegen buitenplaatsen en -verblijven namen zoals 'Vecht en Gein', 'Beek en Gein', 'Geinwensch', 'Geinwijk' en 'Geinzigt'.